# ذاكرة دلالية

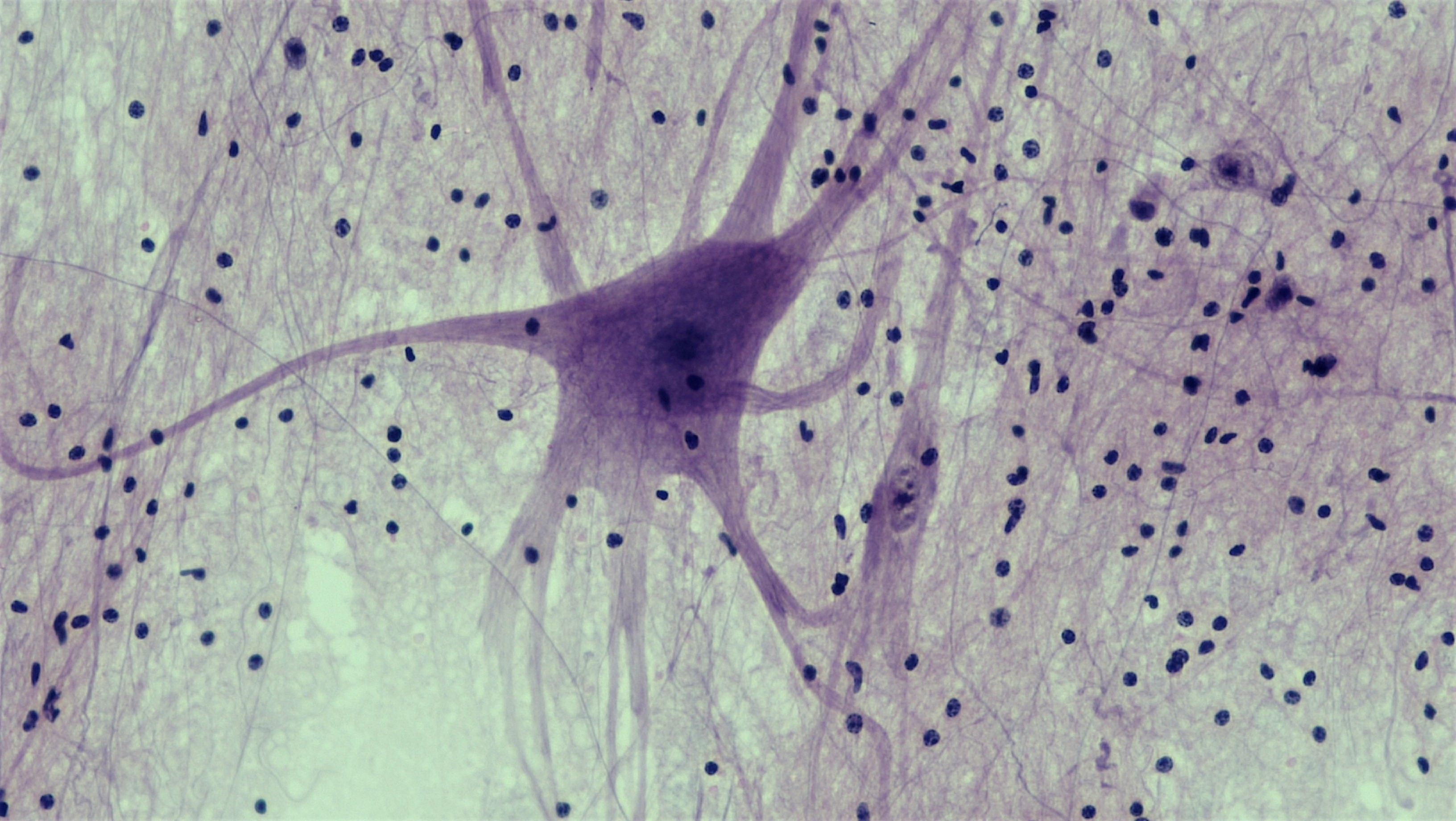

الذاكرة الدلالية هي أحد نوعي الذاكرة الصريحة (أو الذاكرة التعريفية) (ذاكرتنا للوقائع أو الأحداث التي تُخزن وتُستعاد بشكل صريح). تشير الذاكرة الدلالية إلى المعارف العامة المتراكمة طوال حياتنا. تتشابك هذه المعرفة العامة (الحقائق والأفكار والمعنى والمفاهيم) في التجربة وتعتمد على الثقافة. تختلف الذاكرة الدلالية عن الذاكرة العرضية، وهي ذاكرتنا للتجارب والأحداث المحددة التي تحدث خلال حياتنا، والتي يمكننا من خلالها استعادتها في أي وقت. على سبيل المثال، قد تحتوي الذاكرة الدلالية على معلومات حول ماهية القطة، في حين تحتوي الذاكرة العرضية على ذاكرة محددة للتلصص على قطة معينة. يمكننا تعلم مفاهيم جديدة من خلال تطبيق معرفتنا المستفادة من الأشياء في الماضي. نظير الذاكرة التعريفية أو الصريحة هو الذاكرة غير المعلنة أو الذاكرة الضمنية.

## تاريخها
ظهرت فكرة الذاكرة الدلالية لأول مرة عقب مؤتمر عُقد في عام 1972 بالاشتراك بين إندل تولفينغ، من جامعة تورنتو، وَدبليو. دونالدسون حول دور التنظيم في الذاكرة البشرية. قدم توليفنج اقتراحًا للتمييز بين الذاكرة العرضية وما أسماه الذاكرة الدلالية، مُتأثرًا بشكل أساسي بأفكار ريف وشير، اللذين ميّزا في عام 1959 بين شكلين أساسيين من الذاكرة. كان أحد الأشكال بعنوان »التذكر«، والآخر »الميموريا«. تعامل مفهوم التذكر مع الذكريات التي احتوت على تجارب لمؤشر السيرة الذاتية، في حين تناول مفهوم الميموريا تلك الذكريات التي لم تشر إلى تجارب وجود فهرس للسيرة الذاتية. تعكس الذاكرة الدلالية معرفتنا بالعالم حولنا، ومن هنا يُستخدم مصطلح »المعرفة العامة«. إنه يحتوي على معلومات عامة يُحصل عليها أكثر من المحتمل عبر سياقات مختلفة وتُستخدم عبر مواقف مختلفة. وفقًا لماديغان في كتابه الذاكرة، فالذاكرة الدلالية هي مجموع المعرفة التي اكتسبها الفرد؛ سواء كانت المفردات، أو فهم الرياضيات، أو كل الحقائق التي يعرفها.
في كتابه الذي يحمل عنوان »الذاكرة العرضية والدلالية«، تبنى إندل تولفينغ مصطلح »الدلالي« من اللغويين للإشارة إلى نظام الذاكرة عن »الكلمات والرموز اللفظية ومعانيها ومراجعها والعلاقات بينها والقواعد والصيغ أو خوارزميات للتأثير عليها«. يختلف استخدام الذاكرة الدلالية عن استخدام الذاكرة العرضية. تشير الذاكرة الدلالية إلى الحقائق العامة والمعاني التي يشاركها الواحد مع الآخرين، بينما تشير الذاكرة العرضية إلى تجارب شخصية فريدة وملموسة. قُبل اقتراح تولفينغ لهذا التمييز بين الذاكرة الدلالية والذاكرة العرضية على نطاق واسع، وذلك لأنه بالمقام الأول سمح بمفهوم المعرفة في العالم بشكل منفصل. يناقش تولفينغ مفاهيم الذاكرة العرضية والذاكرة الدلالية في كتابه الذي يحمل عنوان »عناصر الذاكرة العرضية«، والذي يذكر فيه أن هناك عدة عوامل تفرق بين الذاكرة العرضية والذاكرة الدلالية بطرق تتضمن:
1. خصائص عملياتها.
2. نوع المعلومات المُعالجة.
3. تطبيقها في العالم الحقيقي بالإضافة إلى مختبر الذاكرة.

قبل اقتراح تولفينغ، أهمل علم النفس التجريبي مجال الذاكرة البشرية. ومنذ استهلال تولفينغ لهذه الفروق، أجرى العديد من التجريبيين اختبارات لتحديد مدى صحة فروقاته المفترضة بين الذاكرة العرضية والذاكرة الدلالية.
ركزت الأبحاث الحديثة على فكرة أنه عندما يصل الأشخاص إلى معنى الكلمة، تنشط مستشعرات الحواس المستخدمة في إدراك الشيء الملموس واقتراح اسم له تلقائيًا. في نظرية الإدراك المؤسس، يستند معنى كلمة معينة إلى الأنظمة الحسية. على سبيل المثال، عندما يفكر الشخص في الكمثرى،  يجري تذكر معرفة الإمساك، والمضغ، والمنظر، والأصوات، والأذواق المستخدمة لترميز التجارب العرضية للكمثرى من خلال المحاكاة الحسية. يشير نهج المحاكاة المستندة إلى دليل إلى عمليات إعادة تنشيط محددة للسياق تدمج السمات الهامة للتجربة العرضية في تصور حالي. تحدّى مثل هذا البحث طرح الإدراك الكامل للهيكل المستخدم سابقًا. يشفر الدماغ مدخلات متعددة مثل الكلمات والصور لدمج وإنشاء فكرة مفاهيمية أكبر عن طريق استخدام المنظور الهيكلي (المعروف أيضًا باسم الإدراك الكامل للهيكل المادي). بدلًا من أن تكون تمثيلات في أنظمة خاصة بالطريقة، كانت تمثيلات الذاكرة الدلالية قد نظرت إليها سابقًا على أنها إعادة تعريف لحالات خاصة بالطريقة. ما تزال بعض حسابات العجز الدلالي الخاصة بفئة معينة غير نمطية قائمة، على الرغم من أن الباحثين قد بدؤوا في العثور على دعم للنظريات التي ترتبط بها المعرفة بمناطق الدماغ الخاصة بالطريقة. يحدد هذا البحث صلة واضحة بين التجارب العرضية والذاكرة الدلالية. يمكن دعم المفهوم القائل إن التمثيلات الدلالية مترسخة في مناطق الدماغ الخاصة بالطريقة من خلال حقيقة أن الذاكرة العرضية والدلالية تعمل بطرق مختلفة ولكنها تعتمد على بعضها البعض. أصبح التمييز بين الذاكرة الدلالية والذاكرة العرضية جزءًا من الخطاب العلمي الأوسع. على سبيل المثال، هناك تكهنات بأن الذاكرة الدلالية تدل على الجوانب المستقرة لشخصيتنا، في حين أن مراحل التقلبات قد تكون ذات طبيعة عرضية أكثر.